# Wanna Buakaew
Wanna Buakaew (thailändisch: วรรณา บัวแก้ว; * 2. Januar 1981 in Sa Kaeo) ist eine ehemalige thailändische Volleyballnationalspielerin.

## Karriere
Wanna spielte in ihrem Heimatland für verschiedene Vereine. Mit der thailändischen Nationalmannschaft nahm die Libera mehrmals am Volleyball World Grand Prix teil. Sie gewann mehrere asiatische Titel. Für ihre Erfolge wurde sie außerdem mit dem Weißen Elefantenorden ausgezeichnet. Ihre erste Station im Ausland war der italienische Verein Johnson Matthey Spezzano in Fiorano Modenese. Bis heute ist Wanna die einzige thailändische Spielerin in Europa. Später spielte sie in Aserbaidschan bei Igtisadchi Baku. Mit dem nationalen Konkurrenten Azerrail Baku nahm sie in der Saison 2015/16 an der Champions League teil. Dort traf sie unter anderem auf den deutschen Bundesligisten Allianz MTV Stuttgart, der sie anschließend für eine Saison verpflichtete. Mit Stuttgart wurde sie DVV-Pokalsiegerin. Anschließend kehrte Wanna zurück in ihre Heimat zum Bangkok Glass VC.